# Valdadige Terradeiforti
Valdadige Terradeiforti oder einfach Terradeiforti sind italienische Weiß- und Rotweine aus der Gegend nordwestlich von Verona (Provinzen Verona und Trient), die seit dem 7. November 2006 eine kontrollierte „Herkunftsbezeichnung“ („Denominazione di origine controllata“ – DOC) besitzen, die zuletzt am 7. März 2014 aktualisiert wurde.

## Anbau
Anbau und Vinifikation dürfen nur in folgenden Gemeinden durchgeführt werden:
- In der Provinz Verona: Brentino Belluno, Dolcè und Rivoli Veronese
- In der Provinz Trient: Avio

## Erzeugung
Die erzeugten Weine müssen jeweils mindestens 85 % der genannten Rebsorte enthalten. Höchstens 15 % andere analoge Rebsorten, die für den Anbau in den Provinzen Verona und Trient zugelassen sind, dürfen zugesetzt werden. Folgende Weintypen werden erzeugt:
- Valdadige Terradeiforti Enantio oder Terradeiforti Enantio (auch als „Riserva“)
- Valdadige Terradeiforti Casetta oder Terradeiforti Casetta (auch als „Riserva“)
- Valdadige Terradeiforti Pinot Grigio oder Terradeiforti Pinot Grigio (auch als „Superiore“)

Für die Riserva-Weine sind mindestens 36 Monate Reifezeit vorgeschrieben, für den Superiore-Wein mindestens zehn Monate.